# Joseph Asjiro Satowaki
Joseph Asajirô Satowaki (次郎 脇 浅 次郎, Satowaki Asajiro; Shittsu, 1 de fevereiro de 1904 - Nagasaki, 8 de agosto de 1996) foi um prelado japonês da Igreja Católica Romana. Ele serviu como arcebispo de Nagasaki de 1968 a 1990, e foi elevado ao cardinalato em 1979.

## Início da vida
Satowaki nasceu em Shittsu e estudou no seminário de Nagasaki, Pontifícia Universidade Urbaniana em Roma, e na Universidade Católica da América em Washington, DC. Como seminarista em Roma, ele convidou o frade franciscano conventual polonês e futuro santo Maximiliano Maria Kolbe. para vir ao Japão como missionário. Foi ordenado ao sacerdócio em 17 de dezembro de 1932, ele fez um trabalho pastoral nas diocese de Nagasaki e serviu como procurador e chanceler episcopal. Ele foi Administrador Apostólico de Taiwan de 1941 a 1945, e reitor do seminário de Nagasaki de 1945 a 1947. Entre 1945 e 1955, ele atuou como vigário geral, editor do jornal diocesano e professor da Escola Junshin.

## Arcebispo
Em 25 de fevereiro de 1955, Satowaki foi nomeado bispo de Kagoshima pelo Papa Pio XII. Ele recebeu sua consagração episcopal no dia 3 de maio do Arcebispo Maximilien de Fürstenberg, com os Bispos Paul Aijirô Yamaguchi e Paul Yoshigoro Taguchi servindo como co-consagradores, na igreja de Nossa Senhora dos Mártires em Nagasaki. Ele participou do Concílio Vaticano II de 1962 a 1965, e foi promovido a arcebispo de Nagasaki em 19 de dezembro de 1968. Ele também serviu como presidente dos japoneses. Conferência Episcopal .
O Papa João Paulo II criou-o Cardeal-presbítero de Nossa Senhora da Paz no consistório de 30 de junho de 1979. Ele foi o terceiro cardeal do Japão. Depois de um mandato de 21 anos, ele renunciou ao cargo de arcebispo em 8 de fevereiro de 1990.
Satowaki morreu em Nagasaki, aos 92 anos. Ele está enterrado no cemitério de Akagi.